# Hugo Winzer
Ernst Hugo Winzer (* 9. Dezember 1862 in Dresden; † 13. Januar 1937 ebenda) war ein deutscher Eiskunstläufer. Er startete hauptsächlich im Paarlauf. Er wurde mit seiner Ehefrau Hedwig Winzer Deutscher Meister im Paarlauf 1912.

## Leben
Hugo Winzer begann mit dem Eislauf 1886 in Leipzig inspiriert durch den finnischen Eisläufer Neiglick. Hugo Winzer studierte zu dieser Zeit Chemie an der Universität in Leipzig.
Wegen eines schweren Lungenleidens musste er seinen Beruf aufgeben. Zur Genesung zog er in die Schweiz um, wo er auch Eiskunstlaufen trainierte.
Hugo Winzer heiratete Hedwig Müller aus Berlin. Das Ehepaar startete auch international bei Weltmeisterschaften im Paarlauf.
Nach seiner Eiskunstlaufkarriere wurde er Eiskunstlaufpreisrichter. Er veröffentlichte außerdem eine Reihe von Aufsätzen über den Eislauf, so im Handbuch der Leibesübungen Nr. 8, 1925 über die „Geschichte des Deutschen Eiskunstlaufs“.

## Erfolge im Paarlauf mit Hedwig Winzer

### Weltmeisterschaften
- 1912 – 4. Rang

### Deutsche Meisterschaften
- 1912 – 1. Rang

## Quelle
- Eis- und Rollsport. Nr. 3, 21. Januar 1937, Wilhelm Limpert-Verlag, Berlin SW68